# Малые Немки
Малые Немки (бел. Малыя Нямкі) — агрогородок в Столбунском сельсовете Ветковского района Гомельской области Беларуси.
На севере — торфяной заказник.

## Административное устройство
До 11 января 2023 года являлся административным центром и входил в состав Малонемковского сельсовета. В связи с объединением Столбунского, Малонемковского и Яновского сельсоветов Ветковского района Гомельской области в одну административно-территориальную единицу — Столбунский сельсовет, включен в состав Столбунского сельсовета.

## География

### Расположение
В 42 км на северо-восток от Ветки, 64 км от Гомеля.

### Гидрография
Река Перелёвка (приток реки Беседь).

## Транспортная сеть
Транспортные связи по просёлочной, затем автомобильной дороге Казацкие Болсуны — Светиловичи. Планировка состоит из двух разделённых рекой частей: северной (прямолинейная улица широтной ориентации с переулками на западе и востоке) и южной (короткая улица, ориентированная с юго-востока на северо-запад). Застройка преимущественно деревянная усадебного типа.

## История
Выявленные археологами курганный могильник (2 насыпи, 1,3 км на юг от деревни) и поселение VIII-V-го тысячелетий до н. э., на северо-восточной окраине, около кладбища свидетельствуют о заселении этих мест в глубокой древности. По письменным источникам известна с первой половины XVIII века как деревня в Речицком повете (входила в державу Немковичи). Первоначально имела название Заречье. В 1738 году в пользовании арендатора Михала Вищинского. Позже — Казимира Вищинского. С 1852 года Гомельском уезде Могилёвской губернии. В 1850 году владение казны. В 1885 году действовали ветряная мельница, хлебозапасный магазин. Согласно переписи 1897 года в Столбунской волости Гомельского уезда, располагались: школа грамоты, хлебозапасный магазин, 4 ветряные мельницы, кузница, трактир. В деревенской школе в 1907 году 85 учеников. В 1909 году 2815 десятин земли.
В 1926 году работали почтовый пункт, 4-летняя школа. С 8 декабря 1926 года по 30 декабря 1927 года и с 1931 года центр Малонемковского сельсовета Светиловичского, с 4 августа 1927 года Ветковского, с 12 февраля 1935 года Светиловичского, с 17 декабря 1956 года Ветковского, с 25 декабря 1962 года Гомельского, с 6 января 1965 года Ветковского районов Гомельского округа (до 1930 года), с 1938 года Гомельской области. В деревне часто случались пожары в особенности в 1920-е годы. В 1931 году создан колхоз «Красный маяк». Во время Великой Отечественной войны на фронтах погибли 130 жителей. В 1959 году центр совхоза «Северный». Расположены начальная школа, Дом культуры, библиотека, фельдшерско-акушерский пункт, детский сад, отделение связи, столовая, швейная мастерская, магазин.
В состав Малонемковского сельсовета входили в настоящее время не существующие: до 1939 года деревня Озерище, посёлки Казачка, Максамово, Чистые Лужи, до 1968 года — посёлок Роща, до 1972 года — посёлок Красногорье.

## Население

### Численность
- 2004 год — 167 хозяйств, 429 жителей.

### Динамика
- 1816 год — 152 жителя.
- 1850 год — 72 двора, 407 жителей.
- 1885 год — 128 дворов, 722 жителя.
- 1897 год — 969 жителей (согласно переписи).
- 1909 год — 1219 жителей.
- 1926 год — 205 дворов, 1103 жителя.
- 1940 год — 218 дворов 1227 жителей.
- 1959 год — 749 жителей (согласно переписи).
- 2004 год — 167 хозяйств, 429 жителей.

## Известные уроженцы
- П. М. Макаренко — один из организаторов партизанского движения в Беларуси во время Великой Отечественной войны, его именем названа одна из деревенских улиц.